# 铃木美通
鈴木美通（1882年（明治15年）9月2日—1956年（昭和31年）3月14日），大日本帝国陆軍军人。最终阶级为陆军中将。1931年8月，铃木美通出任步兵第4旅團长，後來被派往九一八事件戰場。